# Susanne Haworth
Susanne Haworth (...) è un'attrice e produttrice televisiva australiana.
Ha debuttato nel 1964 nel film televisivo A Season in Hell. Interpretò poi un ruolo di primo piano nel film musicale Funny Things Happen Down Under (1965). È nota soprattutto da attrice bambina per il ruolo di Susan Wells nella serie televisiva A sud dei tropici e per le sue apparizioni in Prisoner (1980) e Wandin Valley (1982). È nota anche per essere una produttrice televisiva ed ha partecipato alle produzioni delle serie Phoenix e Janus. È co-proprietaria di Kuranya Pictures, una società di produzione con sede a Bilgola, Nuovo Galles del Sud, con Bill Hughes.

## Filmografia
- Homicide – serie TV, episodi 1x01-4x15 (1964-1967)
- A Season in Hell, regia di Henri Safran – film TV  (1964)
- Rape of the Belt, regia di Henri Safran – film TV (1964)
- A sud dei tropici (Adventures of the Seaspray) – serie TV, 33 episodi  (1965-1967)
- Il boomerang magico (The Magic Boomerang) – serie TV, episodi 1x30-1x32 (1965)
- Funny Things Happen Down Under, regia di Joe McCormick (1965)
- Who Do You Think You Are? – serie TV, episodi sconosciuti (1976)
- Alvin Purple – serie TV, episodio 1x07 (1976)
- Prisoner – serie TV, 10 episodi  (1980)
- Holiday Island – serie TV, episodio 1x14 (1981)
- Wandin Valley – serie TV, 4 episodi (1982)
- Il segno del toro (Taurus Rising) – soap opera, puntate sconosciute  (1982)
- Butterfly Island – serie TV, episodi sconosciuti (1988)